# Rumunia podczas II wojny światowej

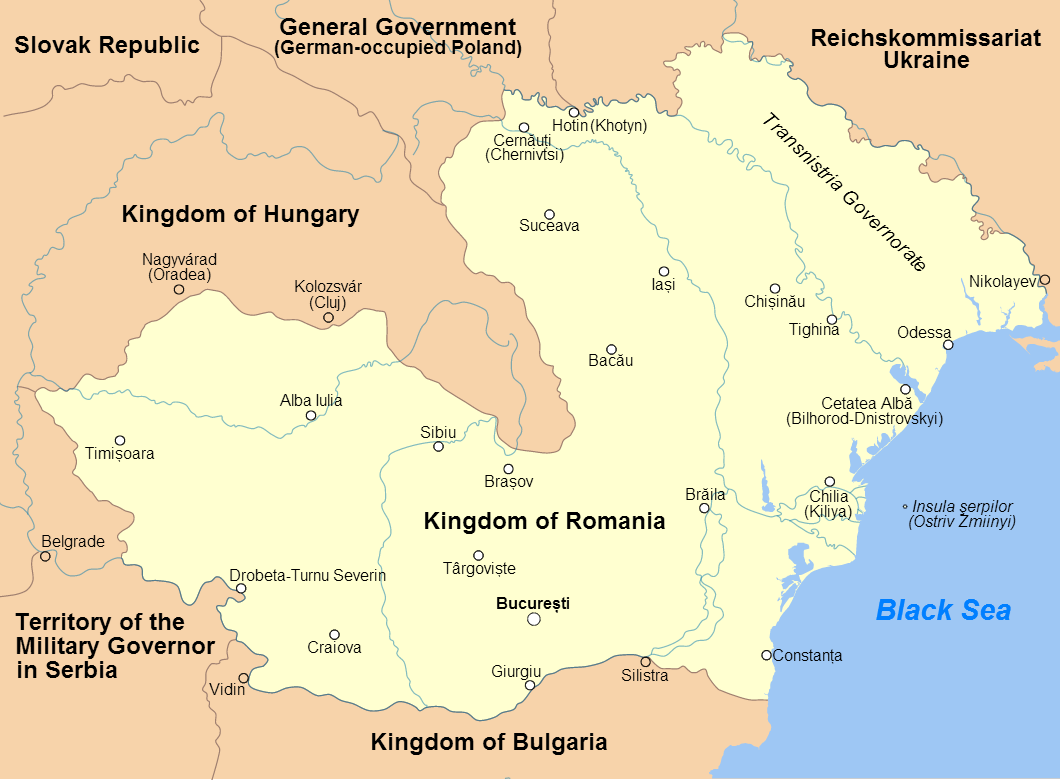
Rumunia w latach 1941–1944

Rumunia podczas II wojny światowej po dwuletnim okresie nominalnej neutralności, w trakcie rządów Iona Antonescu dołączyła do Osi w czerwcu 1941. W sierpniu 1944 roku kierowany przez króla Michała I zamach stanu doprowadził do usunięcia dyktatury Antonescu i sprawił, że kraj do końca wojny został po stronie Aliantów. Mimo tego sojuszu i zwycięstw Wielka Rumunia nie mogła przetrwać i utraciła część swego terytorium na rzecz ZSRR (obecnie Mołdawia i Ukraina) oraz Bułgarii.

## Początek wojny
13 kwietnia 1939 Francja i Wielka Brytania zagwarantowały niezawisłość Rumunii, ale podobnego układu z ZSRR nie udało się zawrzeć – rząd rumuński odmówił Józefowi Stalinowi zgody na przemarsz Armii Czerwonej przez swoje terytorium. 23 sierpnia 1939 roku został podpisany pakt Ribbentrop-Mołotow, który między innymi uwarunkował radzieckie roszczenia dotyczące Besarabii. Osiem dni później, 1 września wojska niemieckie zaatakowały Polskę. Oficjalnie państwo rumuńskie pozostawało neutralne, ale pozwolono w granicach kraju schronić się polskiemu rządowi. Gdy 21 września zamordowano premiera Călinescu, król Karol II próbował utrzymać neutralność, ale klęska Francji i odwrót Wielkiej Brytanii pokazały, że gwarancje niepodległościowe straciły znaczenie.
W 1940 Rumunia utraciła część swego terytorium zarówno na wschodzie, jak i na zachodzie. W lipcu ZSRR po wystosowaniu wobec rumuńskiego rządu ultimatum rozpoczął okupację Besarabii i północnej Bukowiny. 2/3 Besarabii zostało dołączone do niewielkiej Mołdawskiej ASRR będącej częścią Ukraińskiej SRR. 2 sierpnia 1940 Mołdawska ASRR została przekształcona w Mołdawską SRR będącą republiką związkową ZSRR. Pozostała część (Budziak) i północna Bukowina weszły bezpośrednio w skład Ukraińskiej SRR. Wkrótce później, 30 sierpnia, na mocy drugiego arbitrażu wiedeńskiego (niem. Zweiter Wiener Schiedsspruch) zmuszona przez Niemcy i Włochy Rumunia oddała Węgrom północną Kriszanę, Marmarosz oraz znaczną część Siedmiogrodu. Ku niezadowoleniu Węgier pozwolono Rumunii natomiast zatrzymać południową Transylwanię – czyli okolice Aradu, Devy i Sybina. 7 września w Krajowej zawarto porozumienie, na mocy którego południowa Dobrudża (tzw. Cadrilater) została odstąpiona Bułgarii (była to całość ziem zdobytych przez Rumunię podczas II wojny bałkańskiej w 1913).
Rząd Iona Gigurtu, powołany 4 lipca 1940 był pierwszym, w którym znalazł się przedstawiciel faszystowskiej Żelaznej Gwardii – Horia Sima. Był on zagorzałym antysemitą, który stanął na czele tego ruchu po śmierci Corneliu Zelea Codreanu. Był jednym z nielicznych znacznych „gwardzistów”, którzy przeżyli wojnę.

## Zdobycie władzy przez Antonescu
Po otrząśnięciu się po utracie północnego Siedmiogrodu 4 września 1940 Żelazna Gwardia kierowana przez Simę oraz generała (później marszałka) Iona Antonescu zjednoczyli swe siły, tworząc rząd, który wymusił abdykację Karola II na rzecz syna, Michała I. Karol oraz jego kochanka, Magda Lupescu zostali wygnani. Pomimo niedawnych strat terytorialnych nowy rząd skierował swą politykę zagraniczną w stronę państw Osi. Antonescu przy pomocy Żelaznej Gwardii sprawował władzę dyktatorską. Dwa dni po objęciu władzy oświadczył, że Rumunia jest gotowa czynnie współpracować z Niemcami. 5 września 1940 ogłosił siebie „conducatorem” i pozwolił III Rzeszy na wprowadzenie wojsk do Rumunii.
23 listopada 1940 roku Antonescu podpisał układ o przyłączeniu Rumunii do paktu trzech. W czerwcu roku 1941 podczas spotkania z Adolfem Hitlerem powiedział, że armia rumuńska jest gotowa wziąć udział w walkach na froncie wschodnim. Liczył, że dzięki obecności w obozie zwycięzców (jakimi miały być państwa Osi) Rumunia odzyska Besarabię i Bukowinę, które utraciła na rzecz Związku Radzieckiego. Wypełniając swe zobowiązania w sojuszu z Niemcami, rozpoczął w 1941 roku wojnę z ZSRR. Podczas jego rządów tysiące Żydów z Besarabii i Bukowiny zostało deportowanych do Transnistrii, gdzie urządzono obozy śmierci. Większość Żydów, którzy znaleźli się w tych obozach, nie przeżyła wojny. W okresie rządów Antonescu w Rumunii zginęło od 280 tysięcy do 380 tysięcy Żydów.
W sierpniu 1944 obalono proniemiecki rząd Antonescu, a Niemcy utworzyli w Wiedniu z działaczy Żelaznej Gwardii marionetkowy tzw. „Rumuński Rząd Narodowy”, którego premierem został Horia Sima. W tym samym czasie wielu członków Żelaznej Gwardii wstąpiło do Rumuńskiego Pułku Grenadierów SS. Proniemieckie formacje zostały jednak szybko rozbite przez nowe antyfaszystowskie władze kraju.